# El corb 2: La ciutat dels àngels
El corb 2: La ciutat dels àngels (títol original: The Crow: City of Angels) és una pel·lícula estatunidenca dirigida per Tim Pope, estrenada l'any 1996. Ha estat doblada al català.

## Argument
Los Angeles ha esdevingut un annex de l'infern, el regne de Judah Earl. El braç dret d'aquest, Curve, assassina un home anomenat Ashe, i el seu fill. Com ho va fer altre temps Eric Draven, Ashe tornarà d'entre els morts als ulls de la jove Sarah, acompanyat del funest corb, amb la finalitat de satisfer la seva implacable venjança…

## Repartiment
- Vincent Perez: Ashe Corven / el corb
- Mia Kirshner: Sarah
- Richard Brooks: Judah Earl
- Iggy Pop: Curve
- Thuy Trang: Kali
- Thomas Jane: Nemo
- Vincent Castellanos: Spider Monkey
- Eric Acosta: Danny
- Beverley Mitchell: Grace
- Shelly Desai: Hindu
- Alan Gelfant: Bassett
- Tracey Ellis: Sybil
- Kerry Rossall: Zeke Daniel
- Ian Dury: Noah
- Deftones: ells mateixos

## Producció
Després de l'èxit del primer lliurament, The Crow (1994), Miramax n'encarrega una continuació, i la producció del film comença el 1995. El 1991, el director de clips Tim Pope havia dirigit un curtmetratge, Phone, protagonitzat per Bill Pullman, Linda Blair i Amanda Plummer. Després d'haver vist aquest curtmetratge, els germans Harvey i Bob Weinstein donen les regnes d'aquesta continuació a Pope, que embarca igualment David S. Goyer per escriure'n el guió. Buscant desmarcar-se del primer film i del seu actor principal, Brandon Lee, Goyer té la idea de reintroduir el personatge de Sarah com a corb que torna a la vida per venjar la mort del seu fill petit.
El guió original comprenia Sarah, però igualment Grange i Top Dollar, que haurien ressuscitat per combatre Ashe. Goyer, que no dona suport a aquesta idea, decideix escriure un nou guió amb la finalitat de treure aquests antics personatges de l'argument. Alex McDowell, que ja havia treballat en el primer film i amb Tim Pope en clips, n'és contractat com a director artístic. Junts, desitgen donar al film un aspecte particular. Per construir els decorats i l'ambient, McDowell s'inspira en l'arquitectura del Los Angeles dels anys 1920 i 1940. Cal destacar que estava igualment encarregat de determinar quines escenes s'haurien de rodar en estudi, en algun lloc o en miniatures. Jeff Most i Edward R. Pressman, ja presents en el primer film, hi són de nou. Goyer i Pope desitgen verdaderament fer un film diferent i desmarcar-se'n del primer, en el rendiment més tràgic i insuflant més profunditat als personatges. Goyer, tot treballant sobre aquest film, escriu igualment el guió de Dark City, dirigida per Alex Proyas, director del primer The Crow.
Iggy Pop, a qui s'havia proposat el paper de Funboy en el primer film, fa aquí el paper de Curve. Thomas Jane fa el paper de Nemo, un dels "dolents". Tori Amos va rebutjar fer de Sarah, i Jon Ben Jovi va fer una audició per obtenir el paper d'Ashe, finalment atribuït a Vincent Pérez, en gran part gràcies a la seva actuació en Reina Margot. Pel paper d'Ashe, Pérez confessa haver-se inspirat en Jim Morrison i Hamlet.

### Muntatge
Mentre que la idea original era allunyar-se al més possible del primer film, principalment per respecte a Brandon Lee, la durada del film (160 minuts) ho fa problemàtic. En un gir, Miramax, després d'haver vist el film, n'ordena un nou muntatge amb l'objectiu d'assemblar-se al màxim possible al primer film. Tim Pope ho rebutja i, acompanyat de David S. Goyer, abandona els seus drets sobre el film, per aquest desacord. El film serà finalment tornat a muntar, amb la finalitat de reduir-ne la durada.

## Crítica
"La gran basa del film són els seus efectes especials".